# Ardisia merrillii
Ardisia merrillii E.Walker – gatunek roślin z rodziny pierwiosnkowatych (Primulaceae). Występuje naturalnie w Wietnamie oraz Chinach (w prowincjach Kuangsi i Hajnan). 

## Morfologia
PokrójZimozielony krzew dorastający do 2 m wysokości.
LiścieBlaszka liściowa ma eliptyczny lub lancetowaty kształt. Mierzy 7–10 cm długości oraz 2–4 cm szerokości, jest całobrzega, ma klinową nasadę i spiczasty wierzchołek. Ogonek liściowy jest nagi i ma 5–8 mm długości.
KwiatyZebrane w wiechach przypominających baldachogrona, wyrastają na szczytach pędów. Mają działki kielicha o owalnym kształcie i dorastające do 2–3 mm długości. Płatki są owalne i mają białą barwę oraz 5–6 mm długości.
OwocPestkowce mierzące 6 mm średnicy, o kulistym kształcie.

## Biologia i ekologia
Rośnie na brzegach cieków wodnych oraz w lasach i zaroślach. Występuje na wysokości od 600 do 1200 m n.p.m.

## Zmienność
W obrębie tego gatunku wyróżniono jedną odmianę:
- A. merrillii var. rosea C.M.Hu & J.E.Vidal